# Grand Prix Jef Scherens 1991
La 25e édition du Grand Prix Jef Scherens a eu lieu le 22 septembre 1991. Elle a été remportée par le Néerlandais Wilco Zuijderwijk.

## Classement final
Wilco Zuijderwijk remporte la course en parcourant les 181 km en 4 h 9 min 0 s à la vitesse moyenne de 43,614 km/h ; 122 coureurs ont pris le départ.
| Classement final | Classement final       | Classement final | Classement final            | Classement final |
|                  | Coureur                | Pays             | Équipe                      | Temps            |
| ---------------- | ---------------------- | ---------------- | --------------------------- | ---------------- |
| 1er              | Wilco Zuijderwijk      | Pays-Bas         | Buckler-Colnago-Decca       | en 4 h 9 min 0 s |
| 2e               | Olaf Jentzsch          | Allemagne        | Tulip Computers-Koga Miyata |                  |
| 3e               | Hendrik Redant         | Belgique         | Lotto-Super Club-MBK        |                  |
| 4e               | Jerry Cooman           | Belgique         | Tulip Computers-Koga Miyata |                  |
| 5e               | Michel Cornelisse      | Pays-Bas         | La William                  |                  |
| 6e               | Johan Capiot           | Belgique         | TVM-Sanyo                   |                  |
| 7e               | Herman Frison          | Belgique         | Histor-Sigma                |                  |
| 8e               | Patrick Van Roosbroeck | Belgique         | La William                  |                  |
| 9e               | Mario Gutte            | Pays-Bas         | TVM-Sanyo                   |                  |
| 10e              | Didier Priem           | Belgique         | Tonton Tapis                |                  |
| modifier         |                        |                  |                             |                  |